# Крістоффер Аамот
Крістоффер Аамот (Kristoffer Aamot) (26 березня 1889 – 22 березня 1955) — норвезький журналіст, редактор журналу, політик та адміністратор кінотеатру.

## Біографія
Будучи молодим журналістом газети «Klassekampen» («Класова боротьба»), у 1912 році був засуджений до одного року тюремного ув'язнення за його праці.
Член міської ради Осло (1917—1937).
Працював журналістом газети «Arbetbleid» (1919—1923, 1925—1934).
Був директором Oslo Kinematografer з 1934 по 1955, окрім воєнних часів. Кіно нагорода (норв. Aamotstatuetten) була названа на його честь.
Аамот був автором комедійної поезії Skomakker Bekk of Tvillingene Hans, яку він написав разом з Яном Лунде.